# Котляры (Полтавская область)
Котляры (укр. Котлярі) — село,
Дибровский сельский совет,
Миргородский район,
Полтавская область,
Украина.
Код КОАТУУ — 5323281805. Население по переписи 2001 года составляло 14 человек.
Село указано на трехверстовке Полтавской области. Военно-топографическая карта.1869 года как хутора Китляревы

## Географическое положение
Село Котляры находится на расстоянии в 1 км от села Шпаково и в 2-х км от села Верховина.

## Экономика
- Молочно-товарная ферма.